# Sardarapat
Sardarapat (in armeno Սարդարապատ?, conosciuta anche come Hoktember, in armeno Հոկտեմբեր) è un comune dell'Armenia di 6 275 abitanti (2009) della provincia di Armavir.
La località è nota per la importante Battaglia di Sardarapat (21-29 maggio 1918).